# Regenboog (Belgisch politiek kartel)
Regenboog (REGEBO) was een Belgisch links politiek kartel.

## Historiek
REGEBO was een kartel van de Kommunistische Partij (KP), de trotskistische Socialistische Arbeiderspartij (SAP) en enkele onafhankelijke syndicalisten en pacifisten. Boegbeelden waren onder andere Leen Van Damme, Filip De Bodt, Willy Courteaux en Robbe De Hert.
Het kartel behaalde bij de Europese Parlementsverkiezingen van 1989 26.472 (0,72%) stemmen en bij de federale verkiezingen van 1991 overtuigde hun kieslijst 11.944 (0,19%) kiezers voor de Kamer van volksvertegenwoordigers en 12.150 (0,2%) voor de Senaat. Bij de gelijktijdig georganiseerde provincieraadsverkiezingen van dat jaar kwam de partij op in de provincies Antwerpen (13.346, 1,27%), Brabant (3.416, 0,27%) en Oost-Vlaanderen (1.931, 0,21%).